# Мышевидные грызуны

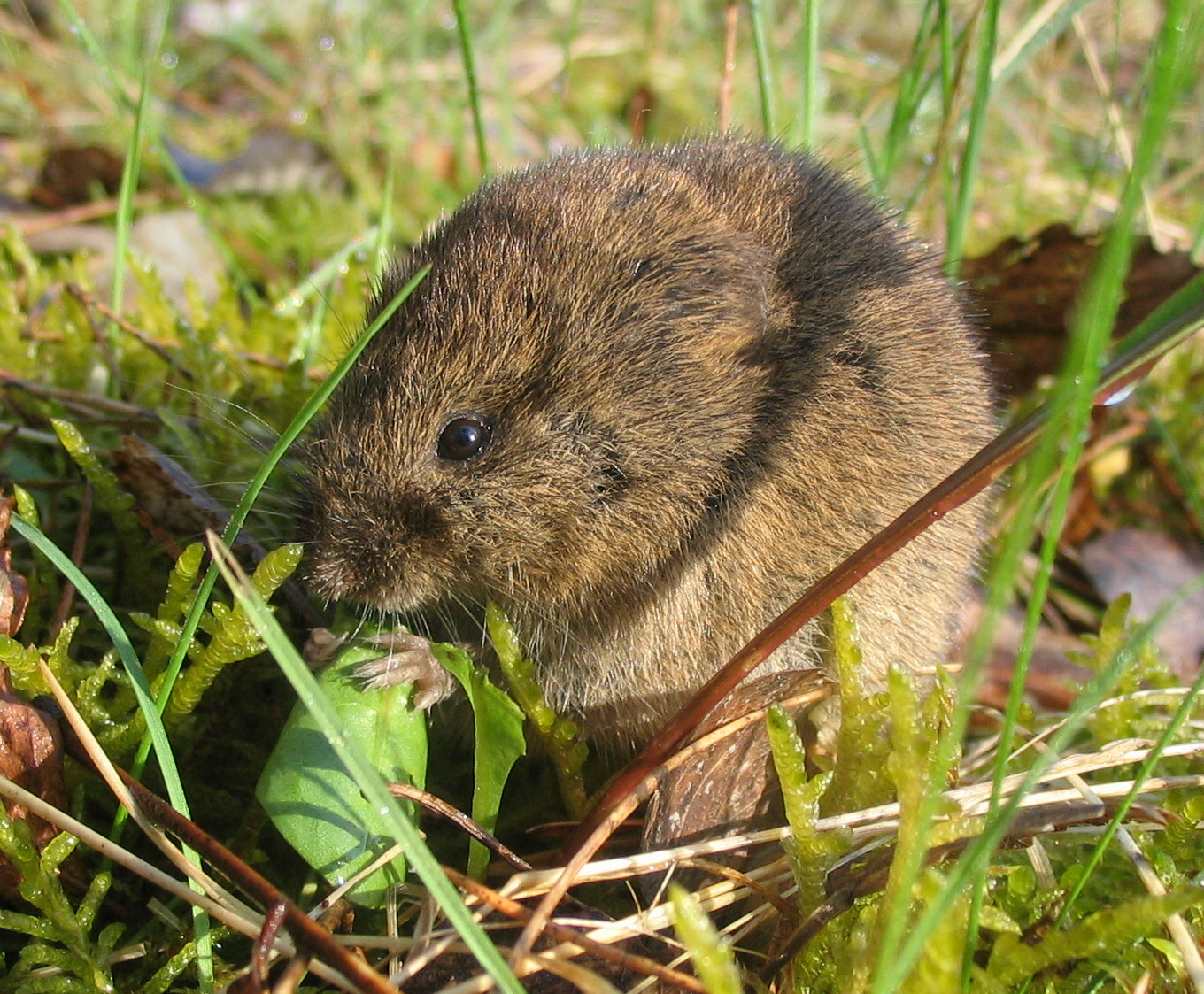
Обыкновенная полёвка — типичный мышевидный грызун

Мышевидные грызуны — собирательное название для мелких грызунов семейств мышей и хомяковых, вредящих народному хозяйству.

## Общее описание
Отличаются прожорливостью (суточная масса корма, потребляемого мышевидным грызуном, может достигать 300% от массы его тела) и очень высокой плодовитостью (некоторые виды способны регулярно давать потомство на протяжении всего года). Активны круглый год: в холодное время — днём, в жаркое — ночью и в сумерки. 
Наносят существенный вред народному хозяйству, в особенности сельскому: повреждают все сельскохозяйственные культуры (в особенности посевы многолетних трав и зерновые культуры) в течение вегетационного периода; зимой поедают всходы озимых, объедают корни и кору деревьев, а также делают большие запасы семян древесных культур; поедают ценные кормовые культуры на пастбищах и сенокосах; поселяясь в жилых и складских зданиях — портят продукты и тару, могут нанести ущерб самим постройкам. Часто могут являться переносчиками возбудителей инфекционных и инвазионных заболеваний человека и животных.
Для борьбы с мышевидными грызунами применяются меры дератизации.

## Типичные представители
- Крысы
- Полевые мыши
- Полёвковые
  - Водяная полёвка
  - Лесные полёвки
  - Серые полёвки
- Песчанки
- Степная пеструшка
- Хомяки
  - Джунгарский хомячок
  - Мышевидные хомячки
  - Серые хомячки
- Лемминги